# Het Bekaaide Maats-waterschap
Het waterschap Het Bekaaide Maats-waterschap was een klein waterschap in de zuidelijke helft van de toenmalige gemeente Hoogland, inmiddels onderdeel van de gemeente Amersfoort, in de Nederlandse provincie Utrecht. 
Het waterschap werd in 1942 opgeheven.